# Mark Drakeford
Mark Drakeford, valižanski politik, * 19. september 1954, Carmarthen, Carmarthenshire, Valizija.
Drakeford je bil od decembra 2018 do marca 2024 prvi minister Valizije in vodja Valižanske laburistične stranke. V valižanski vladi je bil od leta 2016 do 2018 sekretar v kabinetu za finance, od leta 2013 do 2016 pa minister za zdravje in socialne storitve. Drakeford je bil leta 2011 prvič izvoljen za člana Senedda (MS) za Cardiff - Zahod.